# Johnson Siding
Johnson Siding es un lugar designado por el censo ubicado en el condado de Pennington en el estado estadounidense de Dakota del Sur. En el Censo de 2010 tenía una población de 659 habitantes y una densidad poblacional de 68,12 personas por km².

## Geografía
Johnson Siding se encuentra ubicado en las coordenadas 44°5′4″N 103°26′17″O / 44.08444, -103.43806. Según la Oficina del Censo de los Estados Unidos, Johnson Siding tiene una superficie total de 9.67 km², de la cual 9.67 km² corresponden a tierra firme y (0%) 0 km² es agua.

## Demografía
Según el censo de 2010, había 659 personas residiendo en Johnson Siding. La densidad de población era de 68,12 hab./km². De los 659 habitantes, Johnson Siding estaba compuesto por el 93.93% blancos, el 0.15% eran afroamericanos, el 4.1% eran amerindios, el 1.37% eran asiáticos, el 0% eran isleños del Pacífico, el 0.15% eran de otras razas y el 0.3% pertenecían a dos o más razas. Del total de la población el 3.64% eran hispanos o latinos de cualquier raza.